# 泓德能源
泓德能源科技股份有限公司（英語：HD Renewable Energy）是一家總部位於台灣台北市的智慧能源公司，泓德能源集團主要業務包括光電案場開發及維運、儲能、售電、充電、水產養殖 ，在日本、澳洲亦有據點。

## 歷史沿革
2012年
- 泓德能源創辦人謝源一及周仕昌於日本進行再生能源投資及光電案場開發[4]。

2016年
- 5月，泓德能源正式成立[5]。

2018年
- 7月，子公司泓博能源成立，負責案場維運業務[6]。

2020年
- 8月，子公司星星電力成立，負責綠電購售業務[7][8]。

2021年
- 6月，子公司星佑能源成立，負責儲能業務[9]。
- 8月，子公司星源漁業成立，負責漁電共生水產養殖業務[10]。
- 12月，泓德能源登錄興櫃[11]。
- 12月，子公司星舟快充成立，負責充電營運業務[12]。

2022年
- 12月，泓德能源通過股票上市案，為台灣第一間登錄創新板的能源業者[13]。

2023年
- 3月，泓德能源正式於創新板掛牌上市[14]。

2024年
- 5月，泓德能源取得日本長期脫碳素儲能系統容量市場標案[15]。
- 9月，泓德能源改列一般板上市[16]。轉板前被納入MSCI全球小型指數成份股[17][18]。
- 11月，泓德能源投資澳洲能源公司ZEN Energy，取得其9.7%股權[19]。

2025年
- 1月，泓德能源公布2024年累計營收超過新台幣100億[20]。
- 5月，子公司星星電力與星佑能源進行策略性合併，星星電力正式啟動IPO計畫[21]。

## 海外發展
泓德能源也規劃持續拓展澳洲、日本與菲律賓市場將以系統整合經驗及自主開發的電力交易預測系統為基礎，結合在地合作夥伴的資源，積極推進海外市場布局。
日本
- 2023年9月，子公司泓徳能源科技日本株式会社於日本成立[23]。
- 2024年2月，泓德能源首次參加日本智慧能源週[24]。
- 2024年5月，泓德能源取得日本長期脫碳素儲能系統容量市場2個標案，為首家打入日本儲能系統容量市場的台灣公司[25]。
- 2025年2月，泓德能源旗下充電營運商星舟快充在日推出全新品牌SHUUSTAR，致力於為日本電動車用戶提供高效、安全、便捷的充電解決方案[26]。
- 2025年2月，泓德能源參展第21屆日本智慧能源周，展出智慧電力交易平台、AI（人工智慧）充電選址平台，以及日本長期脫碳素標案等最新產品及成果，以軟硬體整合為核心，呈現泓德能源在日本市場的最新布局與技術，展現市場競爭力[27]。
- 2025年3月，泓德能源與日本大型企業東急不動產株式會社合作，共同投資的群馬縣儲能案場，成功拿下東京都政府2024年「擴大再生能源導入之大規模系統儲能支援計畫」補助金約11.9億日圓（約新台幣2.6億元）[28]。
- 2025年5月，泓德能源成功取得2025日本長期脫碳素儲能系統容量市場中的5件標案，連續兩年奪標長期脫碳素儲能市場，得標的儲能裝置容量共約300MW（總電池裝置容量約1.5GWh）[29]。

澳洲
- 2024年1月，子公司HD RENEWABLE ENERGY AUSTRALIA PTY. LTD.於澳洲成立[30]。
- 2024年7月，泓德能源與澳洲能源公司ZEN Energy[31]簽訂備忘錄[32]，內容包含500 MW的光儲電廠使用協議、4 MW虛擬電廠合作以及儲能案場開發[33]。
- 2024年11月，泓德能源投資ZEN Energy，取得其股權9.7%[34]。
- 2024年12月，泓德能源與ZEN Energy成立資產管理平台「ZEBRE」以投資澳洲綠電案場，目標投資容量共1.4GW[35][36]。
- 2025年3月，泓德能源與澳洲能源公司ZEN Energy合資設立的投資平台ZEBRE，已通過澳洲外國投資審查委員會（FIRB）核准，正式取得外資合規資格[37]。

菲律賓
- 2016年起，泓德能源開始評估菲律賓再生能源市場。
- 2024年12月，泓德能源和亞通利大能源與生力集團簽約，預計在當地開發共1GW容量的光電案場[38]。

## 子公司及業務
泓德能源旗下事業體涵蓋發電、售電與儲能領域，旗下子公司包含
| 公司名稱 | 成立時間   | 業務說明                   |
| -------- | ---------- | -------------------------- |
| 星星電力 | 2020年8月  | 綠電交易及智慧儲能整合服務 |
| 星舟快充 | 2021年12月 | 充電樁營運商               |
| 泓博能源 | 2018年7月  | 以電站維運為主要業務       |
| 星源漁業 | 2022年8月  | 漁電共生水產養殖           |

## 合資公司
泓德能源與台灣壽險業者分別籌組綠能投資平台，由泓德提供案源、案件開發及營運管理、各階段投資風險管控，給予股東穩定固定收益。目前4個綠能投資平台包含以地面型光電為主的「星泓電力」、以漁電共生型光電為主的「星鱻電力」、以表前儲能為主的「星德電力」，與包含光電與儲能的「富邦能源」。

## ESG經營
2023年泓德能源獲得「TSAA 台灣永續行動獎」、「ESG 天下永續公民獎」、「資誠永續影響力獎」、台灣淨零行動聯盟之「銅級淨零標章」、「TCSA 台灣企業永續獎」等獎項。 2024年，泓德能源獲得「亞洲企業社會責任獎」的「綠色領導」與「企業永續報告」 獎項。

## 外部連結
- 官方网站（繁體中文）